# Томас Коул
Томас Коул (на английски: Thomas Cole) (р. 1 февруари 1801 – п. 11 февруари 1848) е американски художник. Той е смятан за основателя на движението Хъдсън ривър. Творбите на Коул в стил Хъдсън ривър, както и другите му картини са известни с реалистичното изобразяване на американския пейзаж и пустош, които включват теми от Романтизма и Натурализма.

## Произход и образование
Коул е роден в Болтън, Ланкашър, Англия през 1801 г. През 1818 г., семейството му емигрира в САЩ и се установява в Стюбонвил, Охайо, където Коул изучава основите на бъдещата си професия от странстващ портретист на име Стейн. Въпреки това той има малко успех с портретите и насочва интереса си към пейзажите. През 1823 г. се премества в Питсбърг, а на следващата година във Филаделфия, където се запознава със студенти от Пенсилванската академия за изящни изкуства. След това се завръща при родителите и сестра си в Ню Йорк в началото на 1825 г.

## Рисуване
В Ню Йорк Коул продава пет картини на Джордж Бруен, който финансира лятното му пътуване в долината на река Хъдсън, където Коул рисува две картини „Изглед от Колдспринг“, „Две езера и хотела в планината Кетскил“, както и известната картина на водопада Петърскил и форт Пънтам. При завръщането си в Ню Йорк той излага пет пейзажа на витрината на книжарницата на Уилям Колман; според Ню Йорк Ивнинг Поуст картините „Изглед от Колдспринг“ са закупени от А. Ситън, който ги заема на Американската академия за изящни изкуства за годишната изложба през 1826 г. Това привлича вниманието на Джон Тръмбул, Уилям Дънлап и Ашър Браун Дюранд. Сред картините е и пейзаж наречен „Поглед към форт Тикондерога“. Тръмбул е изключително впечатлен от творбите на младия художник, издирва го и купува една от картините му и го свързва с много от богатите си приятели, включително Робърт Гилмор, и Даниел Уадсуорт, които стават важни патрони на Коул.
Коул е главно пейзажист, но рисува и алегорични картини. Най-известни са „Курсът на империята“ – поредица от пет картини, изобразяващи един и същи пейзаж през поколенията – от близко до природата състояние, през съвършенството на империята, до упадък и разруха. Друга известна негова поредица и „Пътешествието на живота“. Сред другите известни творби на Коул са „Яремът“ (1836), „Проход в Уайт маунтинс, Дениъл Бун в колибата му край езерото Грейт Осидж и езерото с мъртви дървета“ (1825) и „Райската градина“ (1828).
Коул повлиява връстниците си Ашър Браун Дюранд, Фредерик Едуин Чърч, които учат с него в периода 1844-46. Годините между 1829-32 и 1841-42 Коул прекарва основно в Англия и Италия.

## Графики
Въпреки че е известен най-вече с пейзажите си, Коул създава и хиляди скици на различна тематика. През 1842 г. предприема голямо пътуване в Европа, в опит да изучи стила на Старите майстори и да рисува природата ѝ. Особено впечатлен е бил от вулкана Етна и прави няколко скици и поне шест картини. Най-известната от тези картини е „Поглед към Етна от Таормина“. Той прави и изключително детайлната скица „Изглед към Етна“, която показва панорамен поглед върху вулкана и разпадащите се стени на древногръцкия театър в Таормина в задния десен план.

## Личен живот
След 1827 г. Коул създава свое студио във фермата, наречена Кедар Гроув, в Кетскил, Ню Йорк. В него той рисува голяма част от картините си. През 1836 г. се жени за Мария Братоу, която е племенница на собственика на фермата, и става постоянен гост. Томас и Мария имат пет деца:
- Теодор Александър Коул (р. 1 януари 1838)
- Мари Бартиу Коул (р. 23 септември 1839)
- Емили Коул (р. 27 август 1843)
- Елизабет Коул (р. 5 април 1847; умира в ранно детство)
- Томас Коул младши (р. 16 септември 1848)

Томас Коул умира в Кетскил на 11 февруари 1848 г. Четвъртият най-висок връх в планината Кетскил е кръстен на него. Кедар Гроув, известна и като Къщата на Томас Коул е обявена за историческа забележителност през 1999 г. и е отворена за посещения.

## Архитектура
Коул се впуска в архитектурата, което е често срещано, тъй като професията по това време не е така сложна. През 1838 г., той участва в конкурса за дизайн на сградата на Конгреса на Охайо в Кълъмбъс, Охайо. Неговият проект печели трето място и според много хора финалният проект, който е съставен от проектите спечелили първите три места, показва голямо сходство с проекта на Коул.

## Избрани творби
- Райската градина (1828)
- Далечен поглед към Ниагара (1830)
- Романтичен пейзаж с разрушена кула (1832-36)
- Курсът на империята: Диво състояние (1836)
- Курсът на империята: Възход (1835–1836)
- Курсът на империята: Упадък (1836)
- Отпътуването (1837)
- Завръщането (1837)
- Миналото (1838)
- Химнът на Венера (ок. 1838)
- Настоящето (1838)
- Изворът на Ваклус (1841)
- Алегро (Италиански залез) (1845)
- Пенсоренсо (1845)
- Вкъщи сред гората (1847)